# Зак Еппл
Зак Еппл (англ. Zach Apple, 23 квітня 1997) — американський плавець.
Чемпіон світу з водних видів спорту 2019 року.